# Министерство внутренних дел Израиля
Министе́рство вну́тренних дел Изра́иля (ивр. משרד הפנים‎, [мисрад ха-пним]) — одно из правительственных учреждений государства Израиль, которое ответственно за управление местными органами власти, гражданство и жительство, удостоверения личности и въездные визы.

## Области ответственности
- Определение критериев гражданства и статуса постоянного/временного жителя государства.
- Выставление въездных виз и виз пребывания в стране.
- Регистрация рождений и смерти жителей, браков, разводов и т. п.
- Управление выдачей удостоверений личности.
- Лицензирование выдачи и собственности огнестрельного оружия.(до 2011 года, с 2011 передано в МВБ).
- Управление местными органами власти, муниципалитетами и наблюдение за местными советами.
- Обеспечение выборов.
- Борьба с огнём, спасательные и аварийные службы.
- Ассоциации.
- Планирование и надзор над строительством.

## Важность министерства
Одна из основных функций министерства внутренних дел Израиля это регистрация личности, то есть определение критериев возможности иммигрировать в Израиль (право на возвращение) и решение, кто может стать гражданином страны по закону. Также министерство управляет статусом постоянных жителей и выдает визы иностранным рабочим.
Из-за этого партии, в платформах которых есть сильная связь с религией и государственностью (например ШАС, Исраэль ба-Алия, Шинуй), видят обладание министерством внутренних дел как главную свою цель и превосходное оружие, помогающее реализовать их предвыборные обещания.
Кроме того, министерство внутренних дел контролирует все местные советы и из-за этого, у него есть возможность управлять трудоустройством большого количества работников.

## Список министров внутренних дел
| Номер | Имя                | Партия                                              | Сроки                    |
| ----- | ------------------ | --------------------------------------------------- | ------------------------ |
| 1     | Ицхак Гринбойм     | Независимый                                         | 14/05/1948 — 10/03/1949  |
| 2     | Хаим Моше Шапира   | Объединённый религиозный фронт, Ха-поэль ха-мизрахи | 10/03/1949 — 24/12/1952  |
| 3     | Исраэль Роках      | Партия общих сионистов                              | 24/12/1952 — 29/06/1955  |
| 4     | Хаим Моше Шапира   | Объединённый религиозный фронт, Ха-поэль ха-мизрахи | 29/06/1955 — 03/11/1955  |
| 5     | Исраель Бар-Йехуда | Ахдут ха-Авода                                      | 03/11/1955 — 17/12/1959  |
| 6     | Хаим Моше Шапира   | МАФДАЛ                                              | 17/12/1959 — 16/07/1970  |
| 7     | Голда Меир         | Авода                                               | 16/07/1970 — 01/09/1970  |
| 8     | Йосеф Бург         | МАФДАЛ                                              | 01/09/1970 — 03/06/1974  |
| 9     | Шломо Хилель       | Авода                                               | 03/06/1974 — 29/10/1974  |
| 10    | Йосеф Бург         | МАФДАЛ                                              | 29/10/1974 — 22/12/1976  |
| 11    | Шломо Хилель       | Авода                                               | 22/12/1976 — 20/06/1977  |
| 12    | Йосеф Бург         | МАФДАЛ                                              | 20/06/1977 — 13/09/1984  |
| 13    | Шимон Перес        | Авода                                               | 13/09/1984 — 24/12/1984  |
| 14    | Ицхак Перец        | ШАС                                                 | 24/12/1984 — 06/01/1987  |
| 15    | Ицхак Шамир        | Ликуд                                               | 06/01/1987 — 22/12/1988  |
| 16    | Арье Дери          | ШАС                                                 | 22/12/1988 — 11/05/1993  |
| 17    | Ицхак Рабин        | Авода                                               | 11/05/1993 — 07/06/1993  |
| 18    | Арье Дери          | ШАС                                                 | 07/06/1993 — 14/09/1993  |
| 19    | Ицхак Рабин        | Авода                                               | 14/09/1993 — 27/02/1995  |
| 20    | Узи Барам          | Авода                                               | 27/02/1995 — 07/06/1995  |
| 21    | Давид Либаи        | Авода                                               | 19/06/1995 — 18/07/1995  |
| 22    | Эхуд Барак         | Авода                                               | 18/07/1995 — 22/11/1995  |
| 23    | Хаим Рамон         | Авода                                               | 22/11/1995 — 18/06/1996  |
| 24    | Элиягу Свиса       | ШАС                                                 | 18/06/1996 — 06/07/1999  |
| 25    | Натан Щаранский    | Исраэль ба-Алия                                     | 06/07/1999 — 11/07/2000  |
| 26    | Хаим Рамон         | Единый Израиль                                      | 11/07/2000 — 07/03/2001  |
| 27    | Эли Ишай           | ШАС                                                 | 07/03/2001 — 23/05/2002  |
| 28    | Ариэль Шарон       | Ликуд                                               | 23/05/2002 — 03/06/2002  |
| 29    | Эли Ишай           | ШАС                                                 | 03/06/2002 — 28/02/2003  |
| 30    | Авраам Пораз       | Шинуй                                               | 28/02/2003 — 04/12/2004  |
| 31    | Офир Пинес-Паз     | Авода                                               | 04/12/2004 — 23/11/2005  |
| 32    | Ариэль Шарон       | Кадима                                              | 23/11/2005 — 04/05/2006  |
| 33    | Рони Бар-Он        | Кадима                                              | 04/05/2006 — 04/07/2007  |
| 34    | Меир Шитрит        | Кадима                                              | 04/07/2007 — 31/03/2009  |
| 35    | Эли Ишай           | ШАС                                                 | 31/03/2009 — 18/03/2013  |
| 36    | Гидеон Саар        | Ликуд                                               | 18/03/2013 — 06/11/2014  |
| 37    | Гилад Эрдан        | Ликуд                                               | 06/11/2014 — 14/05/2015  |
| 38    | Сильван Шалом      | Ликуд                                               | 14/05/2015 — 27/12/2015  |
| 39    | Биньямин Нетаньяху | Ликуд                                               | 27.12.2015 — 11/01/2016  |
| 40    | Арье Дери          | ШАС                                                 | 11.01.2016 — 13/6/2021   |
| 41    | Айелет Шакед       | Ямина                                               | 13/6/2021 — 29/12/2022   |
| 42    | Арье Дери          | ШАС                                                 | 29/12/2022 — наст. время |